# Безруков, Виктор Васильевич
Ви́ктор Васи́льевич Безру́ков (29 октября [11 ноября] 1909, Екатеринбург, Пермская губерния — 28 марта 1989, Свердловск) — советский архитектор, известен как соавтор проектов зданий соцгородка Уралмаш и других объектов Екатеринбурга. Член Союза архитекторов СССР с 1936 года. Участник Великой Отечественной войны, старший инженер-лейтенант.

## Биография
Виктор Безруков родился в семье выходца из крестьян 29 октября 1909 года (по другим данным 30 октября (12 ноября) 1909 года) в городе Екатеринбурге Екатеринбургского уезда Пермской губернии, ныне город — административный центр Свердловской области. Отец Василий Михайлович Безруков. По данным 1899 года, семья Безруковых проживала в полукаменном доме на 10 окон с деревянными службами по улице Северная, 47, а затем переехала в деревянный дом на улицу 4-Мельковскую, 8.
Окончил школу-семилетку в Екатеринбурге. В 1925—1929 годах учился на архитектурном отделении Уральского индустриального техникума в корпусе по адресу Вознесенский бульвар, 42 вместе с Александром Ивановичем Вилесовым. В 1929 году защитил проект на тему «Народный дом на 900 мест» с присуждением квалификации «техник-строитель». 
В 1929—1935 годах работал помощником прораба, прорабом по железобетонным работам и архитектором проектного бюро на строительстве Уралмашзавода, параллельно учился на вечернем отделении в Уральском инженерно-строительном институте, который окончил в 1934 году с присвоением квалификации «инженера-строителя» по специальности «Промышленное и гражданское строительство». Дипломная работа была на тему «Организация и производство строительных работ посёлка „Уралмашзавода“». В команде архитекторов Уралмашстроя, возглавляемых Петром Васильевичем Оранским, Безруков был одним из самых молодых, что вызывало насмешки со стороны сотрудников других служб, называвших проектный отдел «детским садом».
С 24 ноября 1935 года до 1936 года служил в рядах Рабоче-крестьянской Красной Армии. С 1936 года являлся членом Союза архитекторов СССР. С 1936 по 1940 год работал в должности старшего архитектора в институте «Уралтранспроект».
В июне 1940 года поступил в аспирантуру при Академии архитектуры СССР в Москве, но с началом Великой Отечественной войны 15 июля 1941 года был призван Замоскворецким райвоенкоматом города Москвы. Служил в 440-м артиллерийском дивизионе. Участвовал в сражениях на Сталинградском фронте в звании старшего техника-лейтенанта. После контузии и лечения в госпитале служил военным представителем квартирно-эксплуатационной части на заводах Москвы. Служил заместителем начальника по капитальному строительству в КЭУ Красной Армии в Ярославле, затем старшим архитектором проектного бюро Управления начальника работ КЭУ ГИУ Красной Армии в Москве. В феврале 1946 года с инвалидностью II группы вернулся в Свердловск. 30 сентября 1946 года в звании старшего инженер-лейтенанта закончил службу. 
В 1946—1970 годах работал главным архитектором проектов в Уралгипротрансе. В 1951—1952 годах параллельно преподавал в Свердловском строительном техникуме транспортного строительства. В 1950—1953 и 1955—1959 годах был членом правления Свердловского отделения Союза архитекторов СССР. В 1955 году Безруков был делегатом XI съезда архитекторов СССР.
В конце 1969 года вышел на пенсию по возрасту. После перенесённых травм на фронте ему была присвоена инвалидность I группы. Увлекался рыбалкой, рисованием углём и акварелью.
Виктор Васильевич Безруков скончался 28 марта 1989 года (по другим данным 27 марта 1989 года) в городе Свердловске Свердловской области, ныне город Екатеринбург — административный центр той же области. Похоронен на Сибирском кладбище Октябрьского района города Екатеринбурга.

## Основные работы
- Комплекс зданий площади Первой пятилетки в Екатеринбурге, 1928—1934 годы, в соавторстве с Оранским П. В., Рейшером М. В.[12]
- Гостиница «Мадрид» (внутренняя отделка)[13][14].
- Соцгородок У3ТМ — жилые дома, гостиница, школа, детские сады и ясли, спортивный стадион[15].
- Жилые дома и общежития в Свердловске, Челябинске, Перми[16].
- Больница на 400 коек в Казани[16].
- Здания железнодорожных вокзалов станций Свердловск, Пермь, Пермь II, Сталинград, Магнитогорск, Курган, Кизел, Петропавловск[16].
- Комплекс Уральского электромеханического института инженеров железнодорожного транспорта[7][16].
- Дом в Екатеринбурге, ул. Свердлова, 27[17].

В 1930-х годах в период работы в проектном отделе Уралмаша Безруков разработал проекты школы, детского сада, гостиницы Мадрид (в соавторстве), стадиона Уралмашзавода и нескольких многоэтажных домов. В этих проектах Оранский и Безруков начали отходить от аскетического конструктивизма, характерного для архитектуры Свердловская 1920-х годов, и внесли элементы зарождающейся неоклассики.
В 1950—1960-е года в Свердловске наиболее крупными работами Безрукова стали жилые дома на улицах Мельковской, Испанских Рабочих, Быковых, здание Уралгипротранса (ул. Свердлова, 11а), здание главного учебного корпуса Уральской государственной академии путей сообщения, здание Технической школы на улице Ключевской, общежитие на улице Испанских Рабочих, школа № 104, а также здание администрации Железнодорожного района на улице Мельковской.
В ходе второй реконструкции Свердловского вокзала, построенного в 1910 году и реконструированного в 1930-х годах, под руководством Безрукова были построены два арочных прохода к пассажирскому тоннелю и пристроены два новых двухэтажных объёма под залы ожидания, кассовые залы дальнего следования и пригородного сообщения и служебные помещения. Безруков также предложил варианты реконструкции Привокзальной площади, застроенной коттеджами.
Также Безруков спроектировал Дом контор и клуб на 300 мест для Богдановича, клуб на 600 мест на станции Смычка в Нижнем Тагиле.
Проекты реконструкции вокзалов Сталинграда, Магнитогорска, Перми, Петропавловска, Кургана и Кизела, а также проекты административных зданий Управления железных дорог в Сталинграде и Перми остались нереализованными из-за отсутствия финансирования.

### Конкурсные работы
- Клуб завода «Серп и молот», 1932 год.
- Памятник жертвам революции, 1939—1940 годы, первая премия Центрального правления Союза архитекторов СССР.
- Проект Свердловского краеведческого музея, 1947 год, вторая премия Центрального правления Союза архитекторов СССР.
- Памятник Анатолию Серову в Серове, 1939—1940 годы, вторая премия Центрального правления Союза архитекторов СССР[11][7].

### Галерея

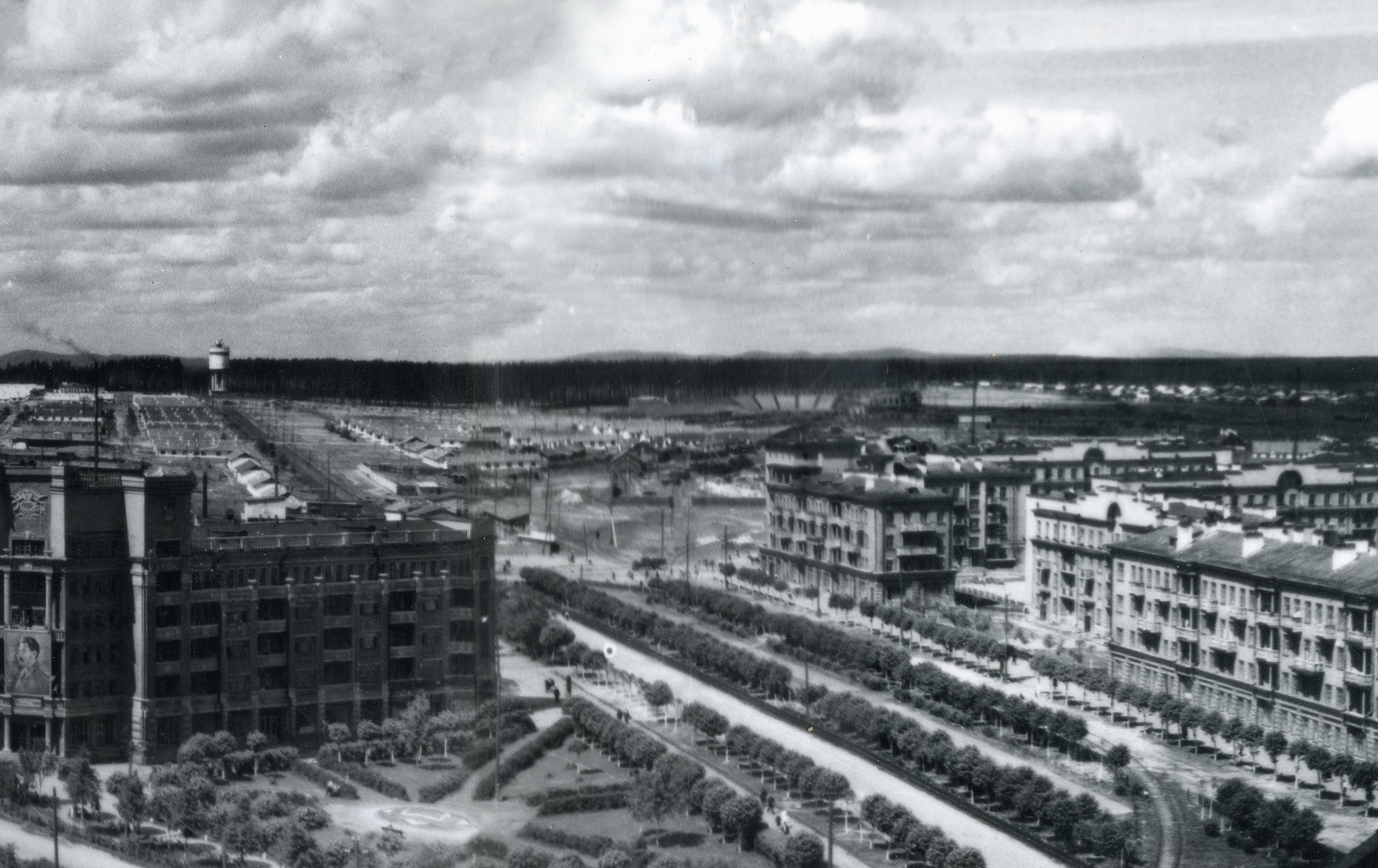
Свердловск. Панорама строящегося соцгородка Уралмаш (1930-е)
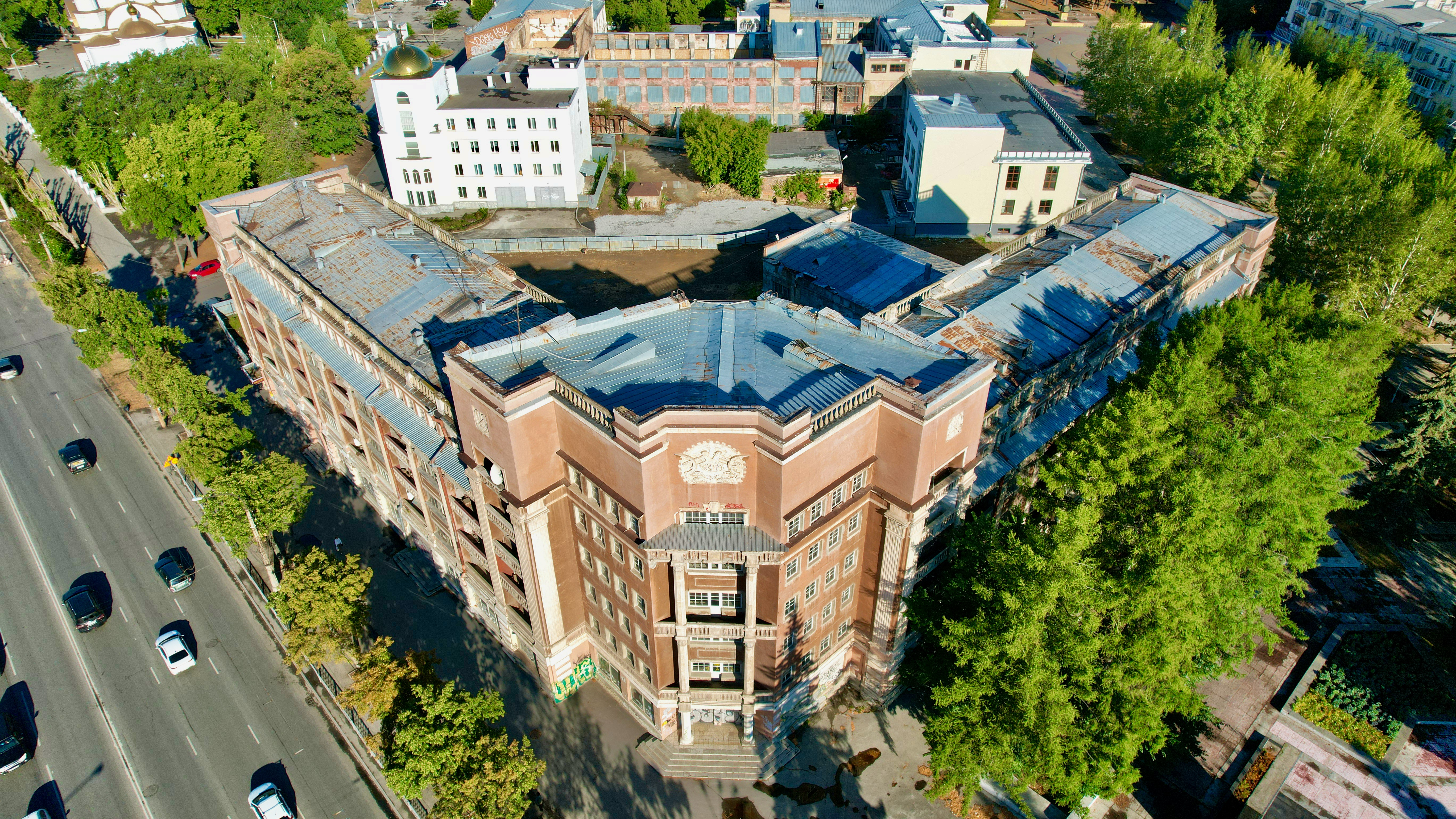
Гостиница «Мадрид»
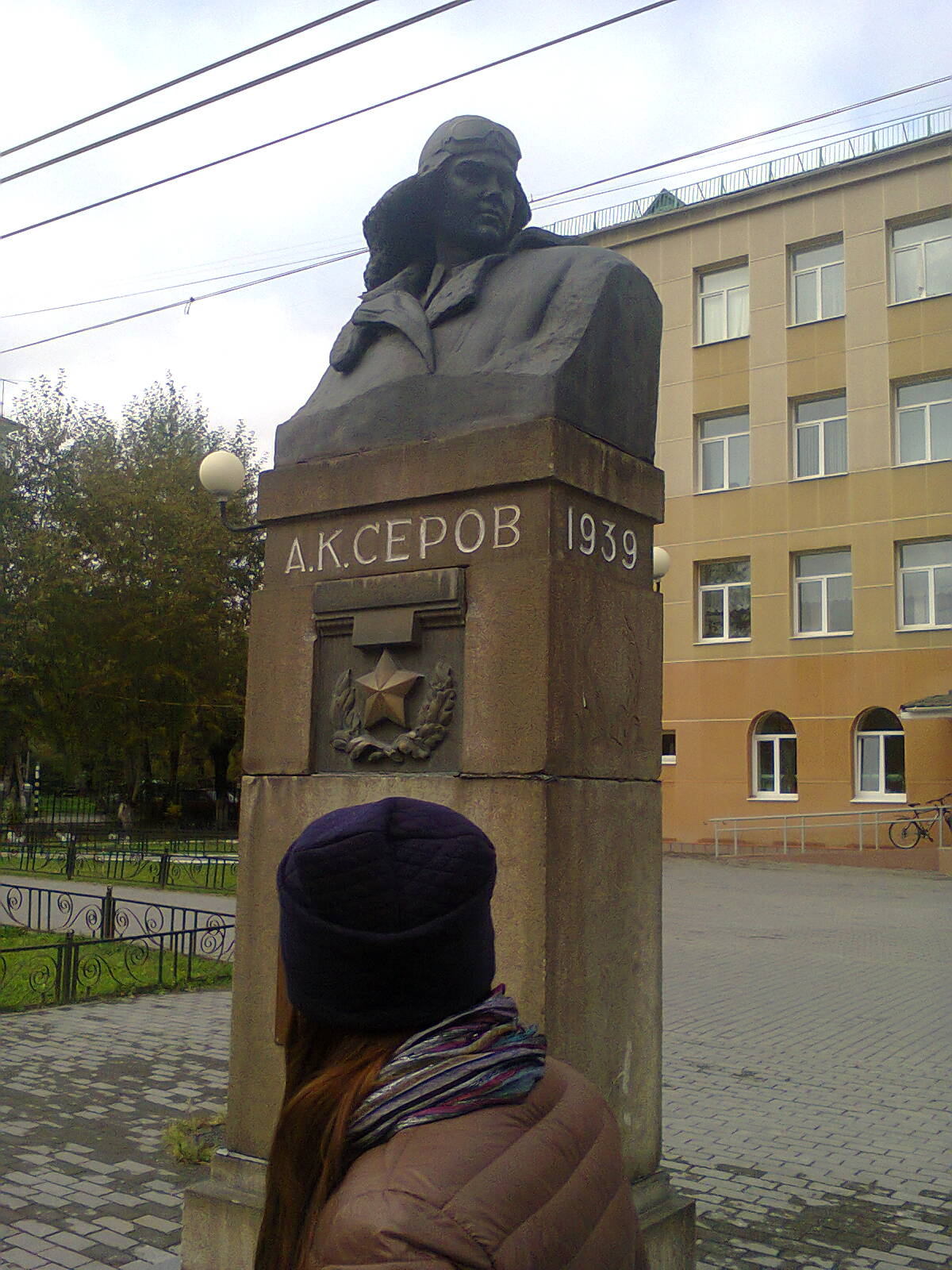
Серов, бюст А. К. Серова
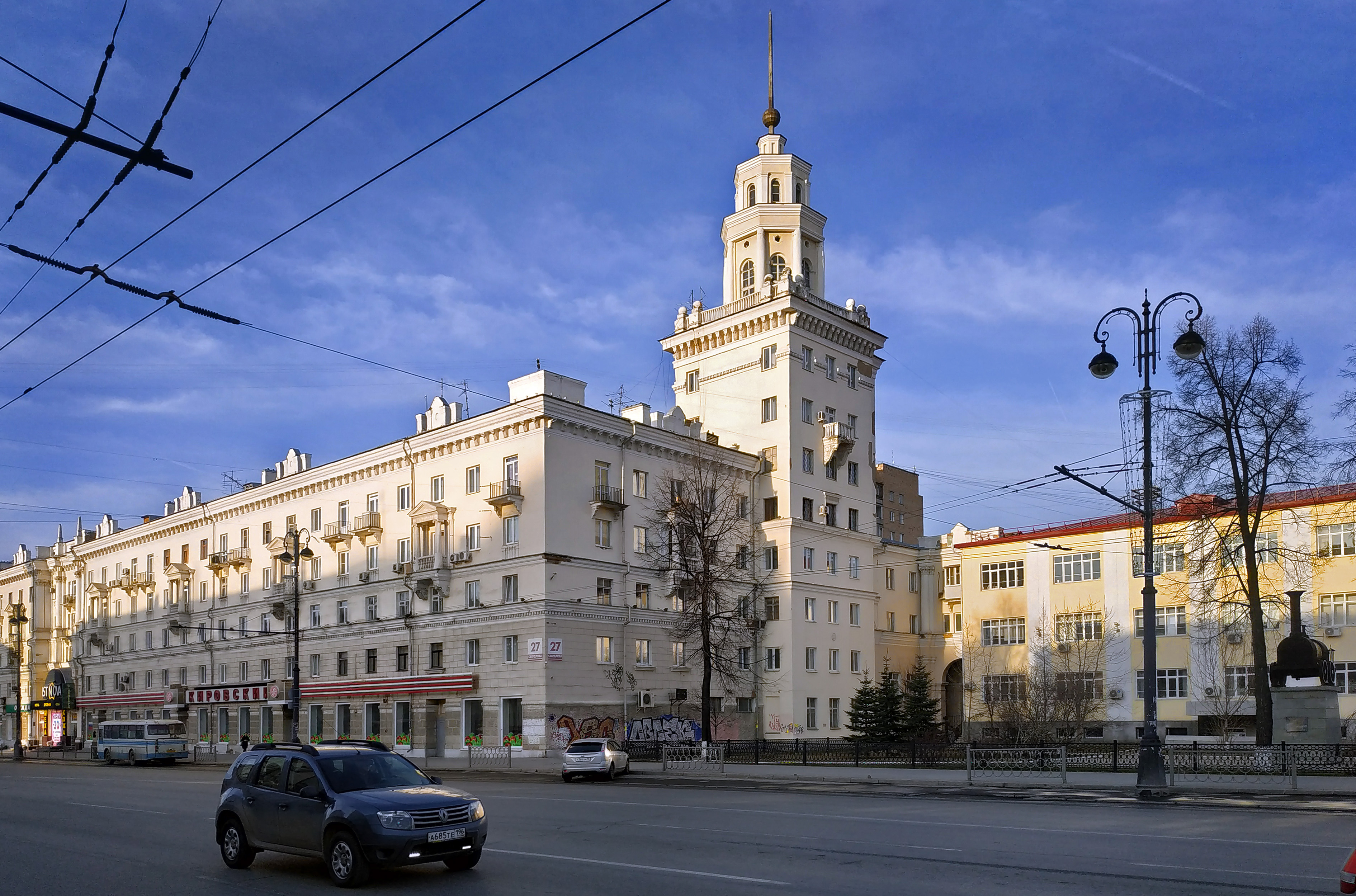
Екатеринбург, ул. Свердлова, 27
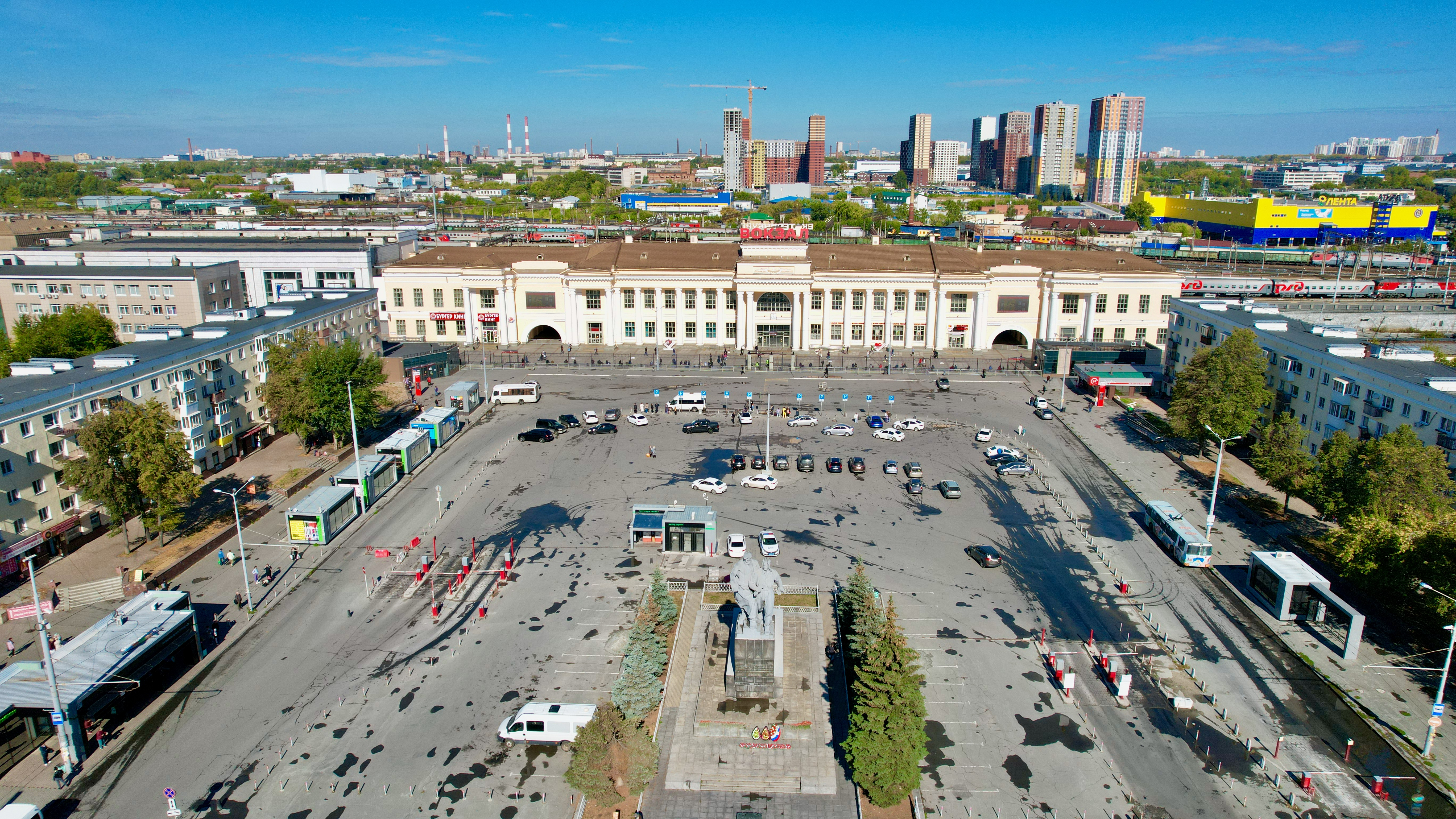
Привокзальная площадь и железнодорожный вокзал в Екатеринбурге
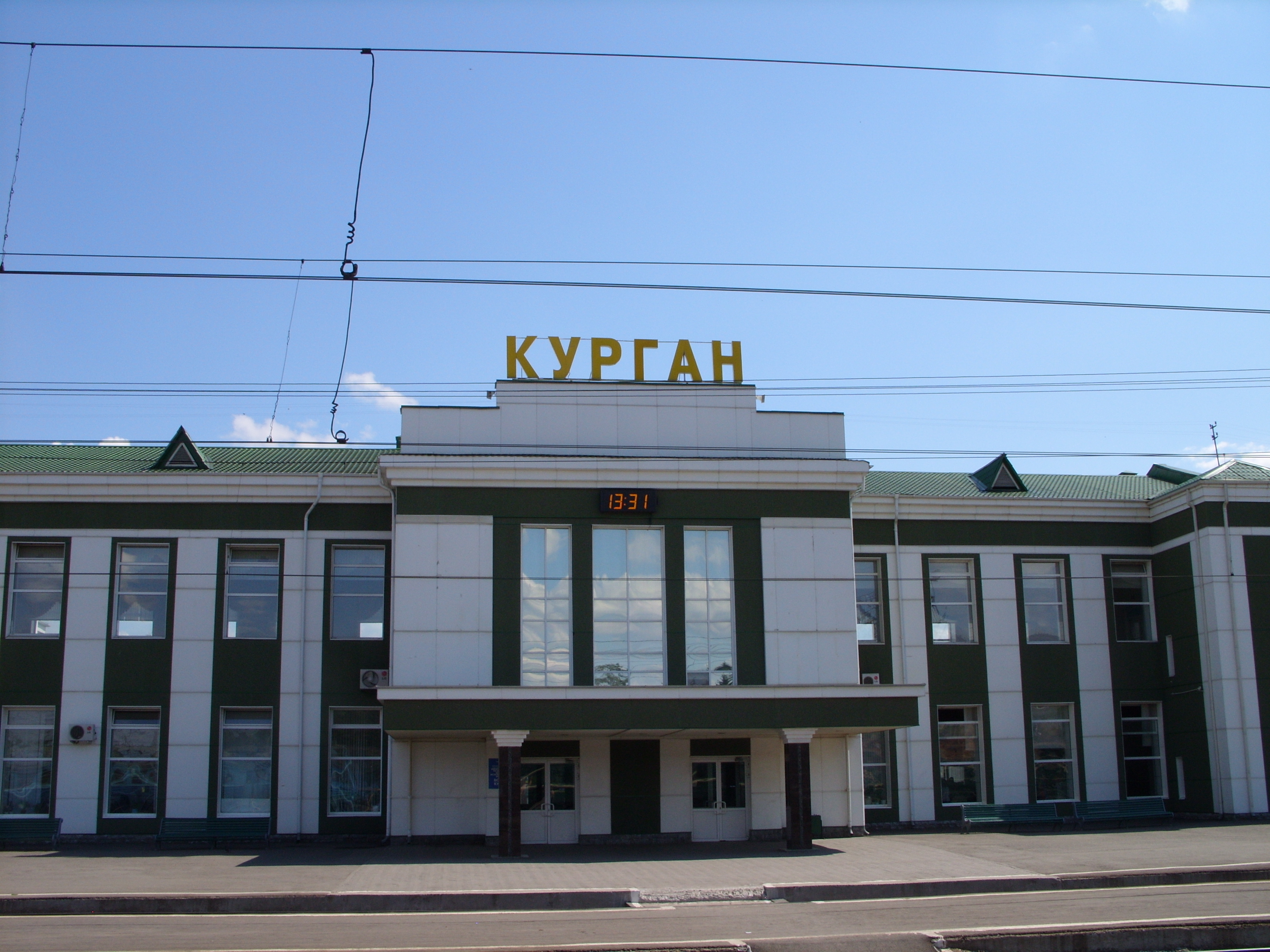
Железнодорожный вокзал в Кургане
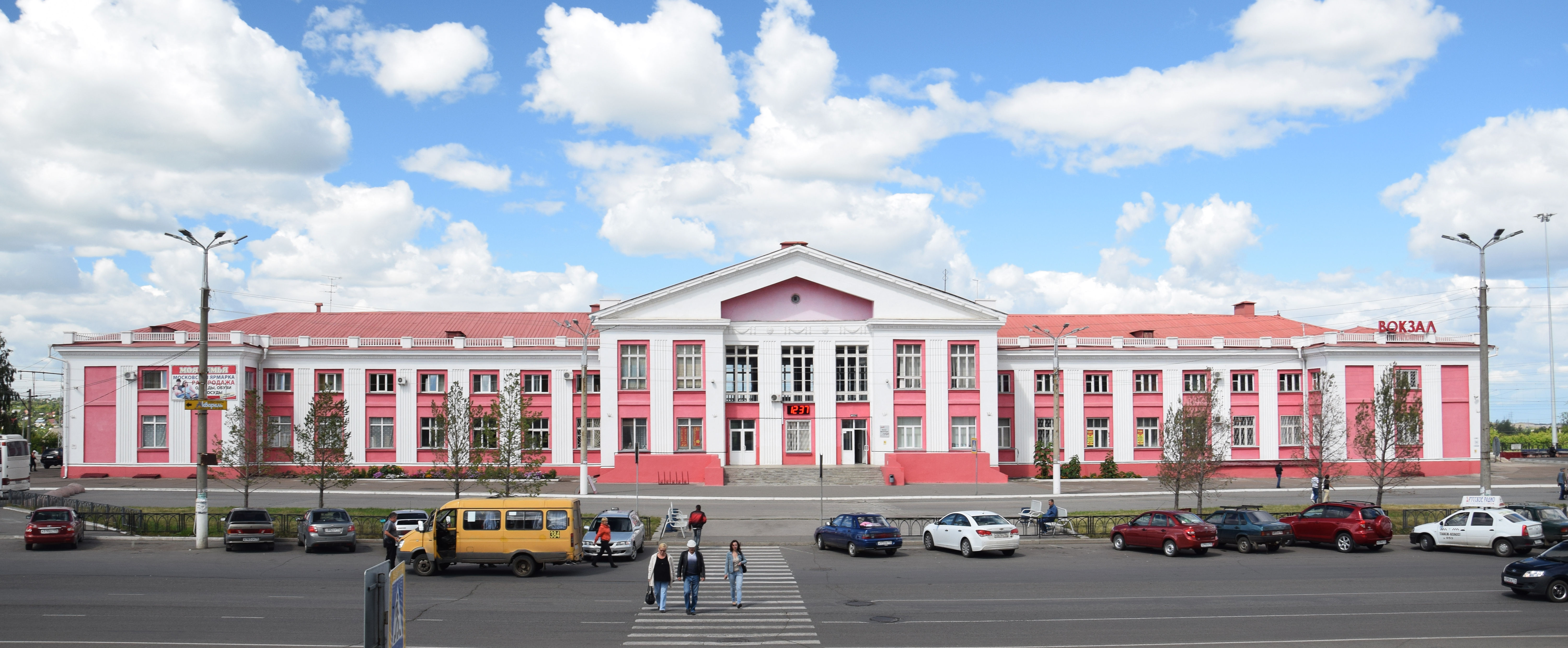
Железнодорожный вокзал в Магнитогорске
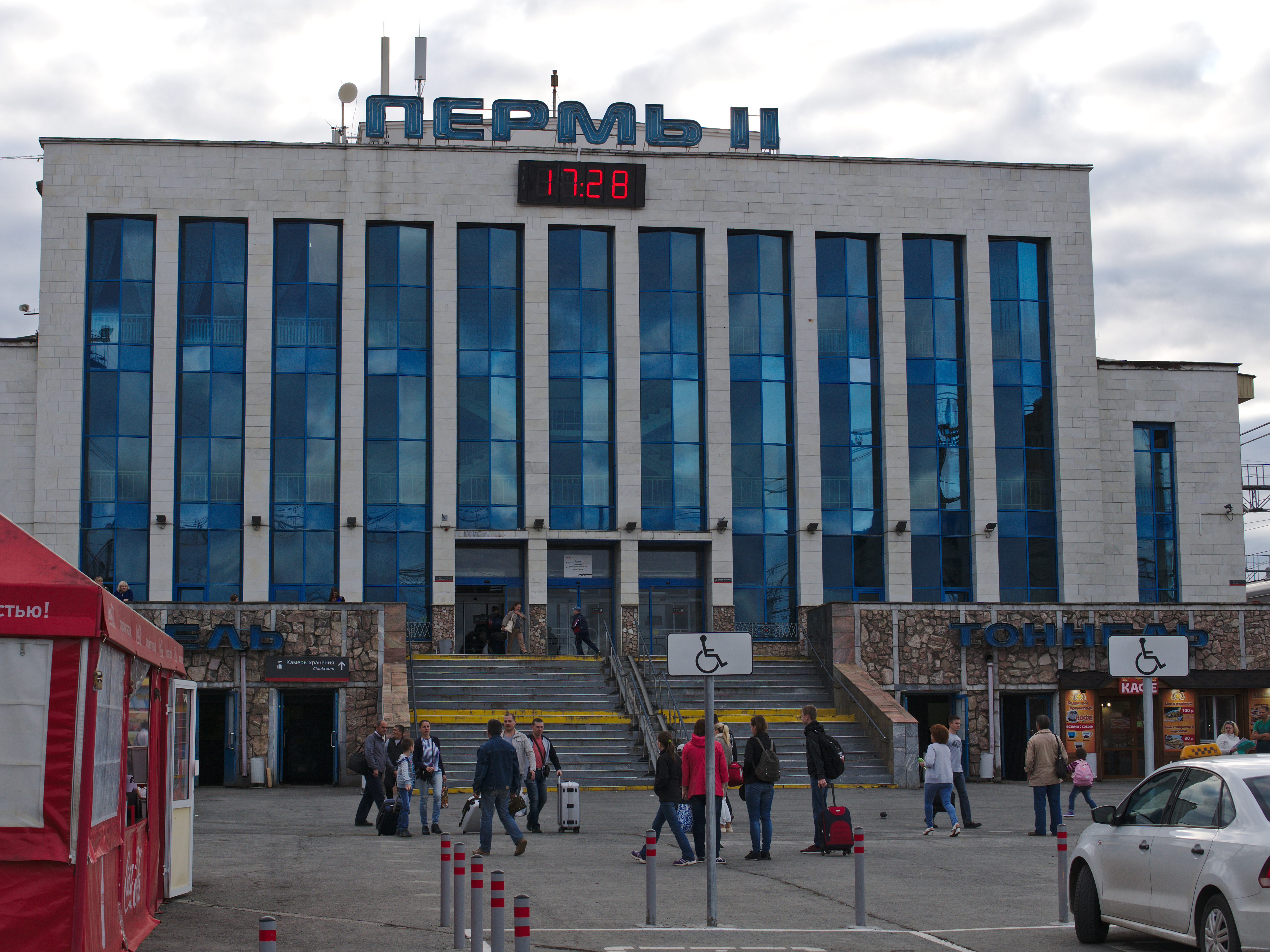
Железнодорожный вокзал Пермь II
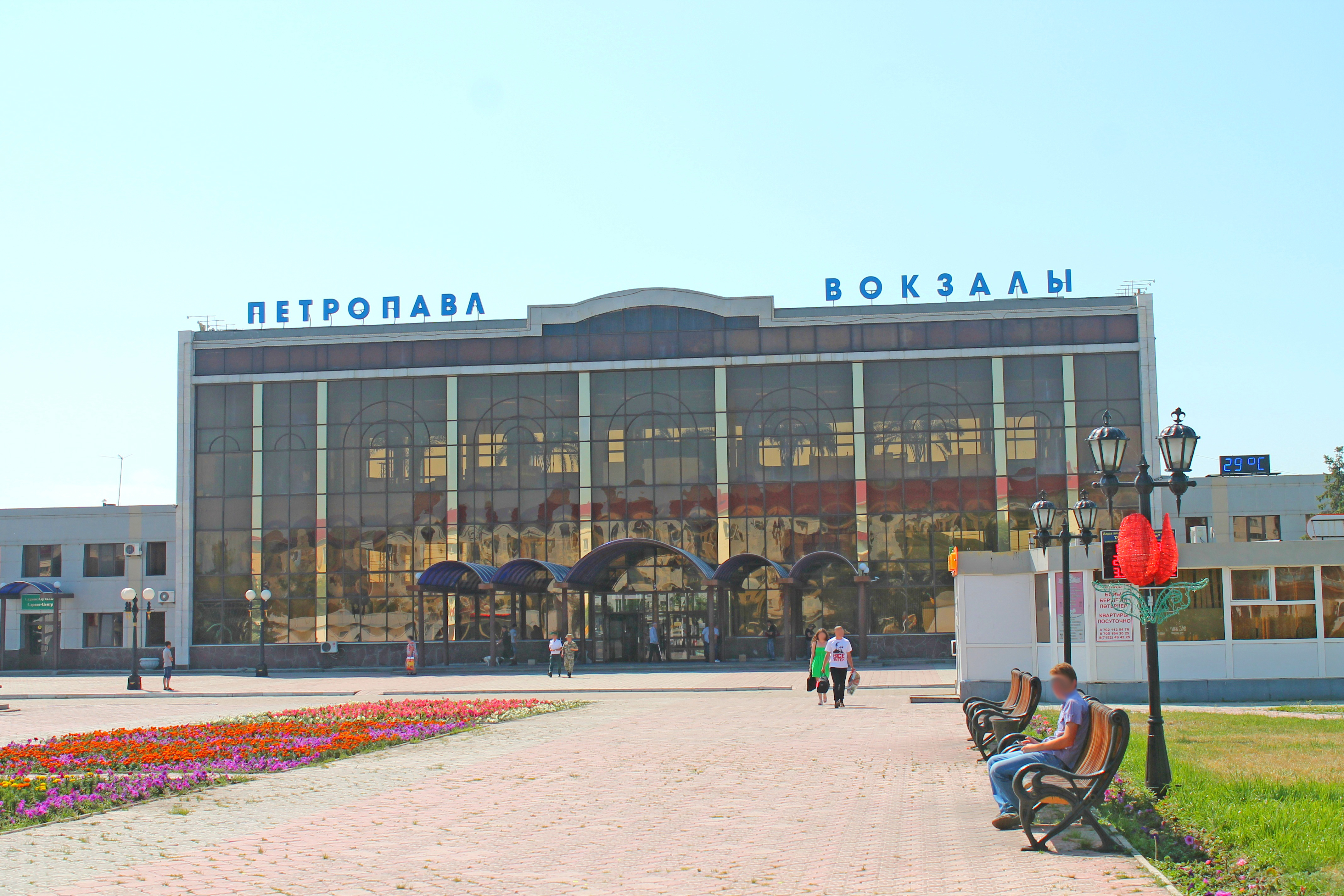
Железнодорожный вокзал в Петропавловске

## Награды и звания
- Орден Отечественной войны II степени, 6 апреля 1985 года[21]
- Медаль «За оборону Сталинграда»[11][7]
- Медаль «За победу над Германией в Великой Отечественной войне 1941—1945 гг.», 14 сентября 1945 года[22]
- Медаль «Ветеран труда»[11]
- Нагрудный знак «Ударнику сталинского призыва»[11]
- Нагрудный знак «Отличник соцсоревнования 1960 года»[11]

## Семья
Был женат на Елизавете Протасьевне Рябовой (04.11.1915—07.05.2005), воспитал двух дочерей: Марину и Наталью.